# Симмонс, Густавус Джеймс
Густавус Джеймс Си́ммонс (англ. Gustavus James Simmons, 27 октября 1930) — американский криптограф, бывший руководитель факультета прикладной математики, старший научный сотрудник Национальной лаборатории «Сандия».  Он занимался в основном теорией аутентификации, разрабатывал криптографические методы для решения проблем «взаимного недоверия». Так же поле его деятельности включало в себя разработку протоколов чьи функции могут быть доверенными, даже если некоторые участники (или блоки входных данных) доверенными не являются.

## Биография
Густавуса Джеймса Симмонса назвали в честь его дедушки. Он родился в начале Великой депрессии в угледобывающем районе Западной Вирджинии. В его доме не было ни канализации, ни электричества, ни телефона. После окончания средней школы Густавус поступил в Дип-Спрингский колледж. В университете Нью-Мексико в Альбукерке получил степень доктора философии и математики. В 1993 году он закончил работу в лаборатории Сандия, вышел на пенсию, став первым в истории лаборатории старшим научным сотрудником. Его основным полем деятельности была криптография — шифрование и расшифровка кодов. Спустя 40 лет с начала своей работы по «теории аутентификации» Густавус стал известен как «отец теории аутентификации». Его работа нашла применение не только в сфере национальной безопасности, но и в сферах коммерческой и интернет безопасности.
Симмонс опубликовал более 170 работ, многие из которых посвящены асимметричным методам шифрования. Его вклад в области криптографии включает: развитие шифр-каналов, которые препятствуют искажению информации в электронном документе с использованием закрытого ключа электронно-цифровой подписи; им было сформулировано математическое определение аутентификации канала, включая определение шифр-канала сформулированное ранее Клодом Шенноном в 1948 году. В 1980-х он помог сформировать Международную ассоциацию по криптографическим исследованиям (IACR). Он также является создателем математической игры Sim, основанной на теории графов/теории Рамсея.
В Сандии Симмонс входил в штаб по контролю и управлению ядерным оружием, осуществлял криптографические испытания проверяя факт соблюдения Договора о всеобъемлющем запрещении ядерных испытаний на предмет: «Действительно ли участники соглашения не используют технические устройства, для передачи и обмена запрещенной информацией, не скрывают ли факт продолжения испытаний ядерного оружия?»

## Воспоминания друзей
Роджер Энтринге, сотрудник UNM, отзывается о Симмонсе как о самом гениальном человеке. 
Сотрудник лаборатории Сандия Бил Майер назвал его самым умным из тех, кого он встречал: «Я встретил Гуса в 1953, когда мы вместе работали в военной организации. Я узнал о нем со слов моего друга со станции воспроизведения информации, который сказал, что здесь работает самый умный сотрудник». «Гус был первым ассистентом доктора наук, который решил создать собственный компьютер. Но компьютер, состоявший из электронных ламп, не мог долго работать, и вскоре сломался. В итоге научный руководитель обсмеял его, сказав Симмонсу, что тот уволен. Но руководитель отдела кадров разрешил,  Симмонсу продолжать работать на станции воспроизведения, но с одним условием, чтобы доктор наук этого не узнал. Гусу пришлось пойти на хитрость, установив в своем кабинете звонок, который сообщал ему, о том, что кто-то входил к нему, и тогда он прятался за оборудованием».
Хороший друг Гуса Дэйл Вэйл рассказал историю о том,как они путешествовали вдвоем на самолете. Гус сидел у окна, а Дэйл у прохода, а между ними сидел мальчик. У Гуса была борода,как у Толстого или Распутина, и мальчик был напуган. После взлета самолета Гус сделал из бумаги птицу и дал мальчику. Потом он сделал лягушку. Коллекция оригами росла вместе с её аудиторией, и мне пришлось организовать комнату для выставки работ детям.
Хотелось бы добавить, что Гус проводил ночи напролет перед компьютером обмениваясь идеями с коллегами и друзьями из Европы. Хотя по нему нельзя было и представить, что он был почетным доктором наук Ландского университета Швеции или что он был назван Ротшильдским профессором математики Кэмбриджского университета и получил высшую правительственную награду для ученых – премию Лоренса, которую называют Нобелевской премией США.

## Премии и награды
- В 1986 награждён Министерством энергетики США премией Лоуренса.
- В 1991 присвоена докторская степень Лундского университета за его труды в теории аутентификации.
- В 1996 стал пожизненным членом Института Комбинаторики[en].
- В 2005 избран членом Международной ассоциации криптологических исследований (IACR) «за новаторские исследования в криптографии, в теории информации и защищенных протоколов».
- Был приглашен издательством Британской энциклопедии для написания раздела о криптологии в 16-м выпуске энциклопедии 1986 года, а также для редактирования текущего выпуска.
- В 2009 году университетом Нью-Мексико был награждён премией Джеймса Ф. Циммермана.

## Публикации
- Simmons, Gustavus J. (Editor), Contemporary Cryptology: The Science of Information Integrity (Wiley 1999) - ISBN 0-7803-5352-8
- Simmons, Gustavus J. (Editor with Thomas Beth and Markus Frisch), "Public-key cryptography; State of the Art and Future Directions (Springer-Verlag, 1992) ISBN 0-387-55215-4
- Simmons, Gustavus J. (Editor), Secure Communications and Asymmetric Cryptosystems (Westview Press for the AAAS, 1982) ISBN 0-86531-338-5